# Whippersnapper
Whippersnapper (wörtlich: junger Dachs; Jungspund) war eine 1995 gegründete Punkrockband aus Atlanta (USA), die Melodic Hardcore spielte. Die Band wurde im Jahr 2003 aufgelöst.

## Geschichte
Die Band veröffentlichte drei Studioalben, davon die ersten beiden bei Lobster Records und das letzte bei Fueled By Rahmen Records.
Bekannt wurde die Band vor allem durch das Mitwirken des Ex-Lagwagon-Mitglieds Shawn Dewey als Produzent des ersten Albums.
Das zweite Album The Long Walk wurde zwei Jahre später veröffentlicht. Es schaffte den Sprung in die Top 40 der wöchentlichen College-Radiocharts in den USA.
Das letzte Album folgte wieder zwei Jahre darauf.
Sowohl laut Meinung der Kritiker als auch vom kommerziellen Erfolg her war das zweite Album der Band bis zu deren Auflösung das erfolgreichste. Das reichte jedoch nicht aus, um in den Kreis der bekannteren Melodic-Hardcore-Bands wie Lagwagon, Millencolin oder Bad Religion vorzudringen. Die Gründe für die Auflösung der Band sind nicht bekannt.

## Diskografie
- 1998: America's Favorite Pastime (produziert von Shawn Dewey (Lagwagon))
- 2000: The Long Walk (produziert von Jason Livermore (Good Riddance))
- 2002: Appearances Wear Thin (produziert von Roger Manganelli (Less Than Jake))